# Persistence of Vision Raytracer

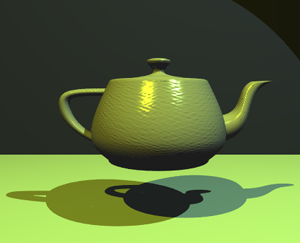
Utah teapot raytrayced met POV-Ray

Persistence of Vision Raytracer (POV-Ray) is een grafisch programma voor het maken van 3D-computergraphics en animaties. Het is geschikt voor verschillende besturingssystemen.
POV-Ray werkt met een programmeertaal (SDL -Scene Description Language) dat wiskundige definities kan bevatten. Het maakt gebruik van standaard objecten, zoals kubussen, cilinders, bollen, en vlakken. Door functies te gebruiken is ook een meer natuurlijke omgeving na te bootsen, met water en wolken etc.
De meeste 3D programma's kunnen met de muis voorwerpen verplaatsen, de grootte veranderen, en een bepaalde materiaal toekennen (zoals hout of glas). POV-Ray heeft geen grafische gebruikersinterface. Er zijn programma's die wel een grafische gebruikersinterface hebben en die de SDL voor gebruik in POV-Ray kunnen genereren.
De broncode en de executable van het programma is beschikbaar en het programma is vrije software.

## Voorbeeld
Als voorbeeld hoe POV-Ray werkt, staat hieronder de tekst die het programma verwerkt tot het plaatje wat daaronder staat.
```
// Vereenvoudigd voorbeeld voor POV-Ray 3.5

#include
 
"colors.inc"

camera
 
{
 
// een camera (kijkpunt)

  
location
 
<
0
,
 
2
,
 
-4
>
      
// positie van kijkpunt

  
look_at
  
<
0
,
 
0
,
 
0
>
       
// punt waarnaar gekeken wordt

}

light_source
 
{
 
// lichtbron

  
<
-4
,
 
4
,
 
-5
>
              
// positie van lichtbron

  
color
 
White
              
// kleur van het licht (wit)

}

plane
 
{
 
// een grondvlak

  
y
,
 
-1
                    
// de haakse vector, en de positie

  
pigment
 
{
White
}
          
// de kleur van het grondvlak

}

sphere
 
{
 
// een bol

  
<
0
,
 
0
,
 
0
>
 
1
              
// positie en grootte van de bol

  
pigment
 
{
Yellow
}
         
// de kleur van de bol

  
finish
 
{

    
reflection
 
{
0.75
}
      
// maak het oppervlak reflecterend

  
}

}

text
 
{
 
ttf
 
"arial.ttf"
 
// font keuze

  
"WikipediA"
              
// de tekst

  
2
,
 
0
                     
// de diepte en tussenruimte

  
pigment
 
{
Cyan
}
           
// de kleur

  
translate
 
<
-2.2
,
 
0
,
 
-1
>
  
// verschuiven van het voorwerp

}

```